# Ampelisca brachycladus
Ampelisca brachycladus är en kräftdjursart som beskrevs av Roney 1990. Ampelisca brachycladus ingår i släktet Ampelisca och familjen Ampeliscidae. Inga underarter finns listade i Catalogue of Life.